# Agylla boliviensis
Agylla boliviensis är en fjärilsart som beskrevs av Embrik Strand 1922. Agylla boliviensis ingår i släktet Agylla och familjen björnspinnare. Inga underarter finns listade i Catalogue of Life.